# Sztuka starożytnej Persji
|  |
|  |
|  |
|  |
|  |
|  |

Sztuka starożytnej Persji – sztuka starożytnej Persji.

## Okres najwcześniejszy
Najstarsze z dotychczas odkrytych znalezisk w Persji pochodzą z IV tysiąclecia p.n.e. W Suzie odnaleziono ceramikę malowaną ornamentami geometrycznymi i stylizowanymi postaciami zwierząt. Jest to tzw. ceramika w "stylu Suzy". Z drugiego tysiąclecia pochodzą brązy. Wśród znalezisk odkryto: elementy końskich uprzęży, broń, tzw. sztandary (zakończenia osadzane najprawdopodobniej na drzewcach), biżuterię itp. związaną najprawdopodobniej z Kasytami. Wiele wykopalisk tego typu odkryto w Lorestanie. Są to wyroby powstałe na tym terenie oraz pochodzące z wymiany z sąsiednią Mezopotamią, która wywarła znaczny wpływ na sztukę Persji. Zanim powstało państwo perskie, tereny obejmujące m.in. Suzę zajmowało państwo Elam. Jego początki datowane są na około 2010 rok p.n.e., a kres istnieniu położył podbój dokonany przez Asyryjczyków w VII w. p.n.e. Z czasów Elamu pochodzi odnaleziony w Suzie relief z glazurowanej cegły, przedstawiający geniusza adorującego palmę daktylową – święte drzewo. Niedaleko Suzy, w Duruntasz (Czoga Zanbil), odnaleziono też ziggurat z XIII w. p.n.e. Tę pięciokondygnacyjną budowlę, otoczoną podwójnym murem z siedmioma bramami, wzniósł król Untaszgal. Budowla różni się od zigguratów wznoszonych w Mezopotamii. Był to masywny budynek z wieloma komnatami. Schody zbudowane były w klatkach schodowych, a nie w postaci ramp. Ściany zigguratu lub świątyni pokrywały płyty z glazurowanej terakoty. Bram strzegły rzeźby zwierząt. Z wykopalisk tego okresu pochodzi też brązowa statuetka kobiety oraz płytka przedstawiająca obrzęd związany z wschodzącym słońcem. Na płytce umieszczono akadyjski napis "wschód słońca" lecz obrzęd nie jest związany ze znanymi wierzeniami Mezopotamii. Z czasów wojen prowadzonych przez Elam z Babilonią pochodzą odnalezione na tym terenie zabytki sztuki babilońskiej (m.in. stela z Kodeksem Hammurabiego, stela Naramsina).

## Okres Achemenidów
W północno-zachodniej części Wyżyny Irańskiej znajdowała się Media. Pod koniec VII w. p.n.e. Medowie walnie przyczynili się do zniszczenia państwa asyryjskiego. Ale już w roku 550 p.n.e. król perski Cyrus, z dynastii Achemenidów, podbił Medię i ogłosił się królem Medów i Persów. W następnych latach zajął też Lidię i Babilonię. Tak powstała potęga perska, spadkobierczyni kultur Elamu i Medii. Wpływ na sztukę Persji wywarły także inne kraje: Babilonia, Egipt, Asyria i Grecja. Sztuka perska była przede wszystkim sztuką dworską. Miała jednoczyć wielonarodowe państwo i chronić je, świadczyć o potędze władcy.

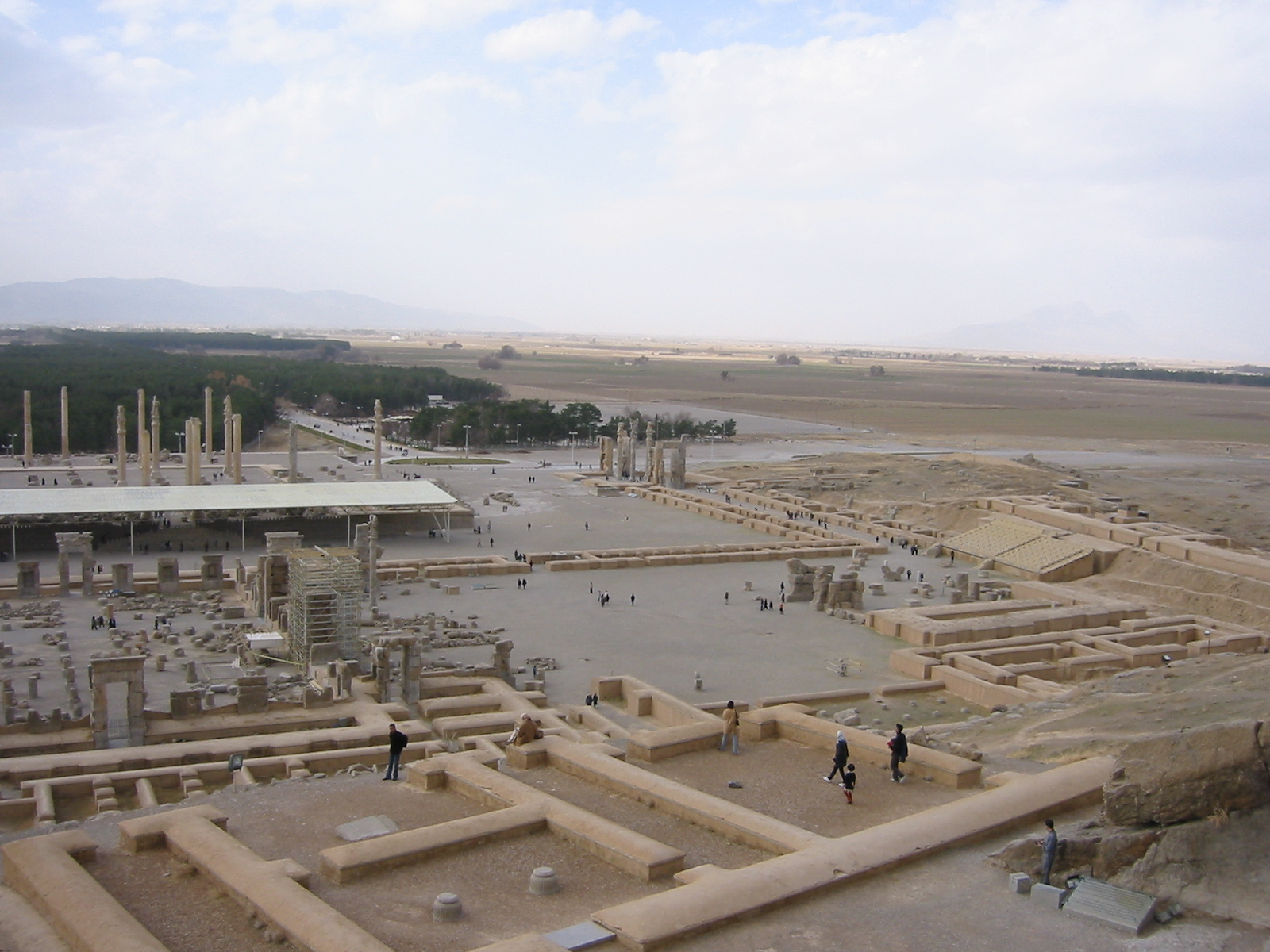
Ruiny w Persepolis

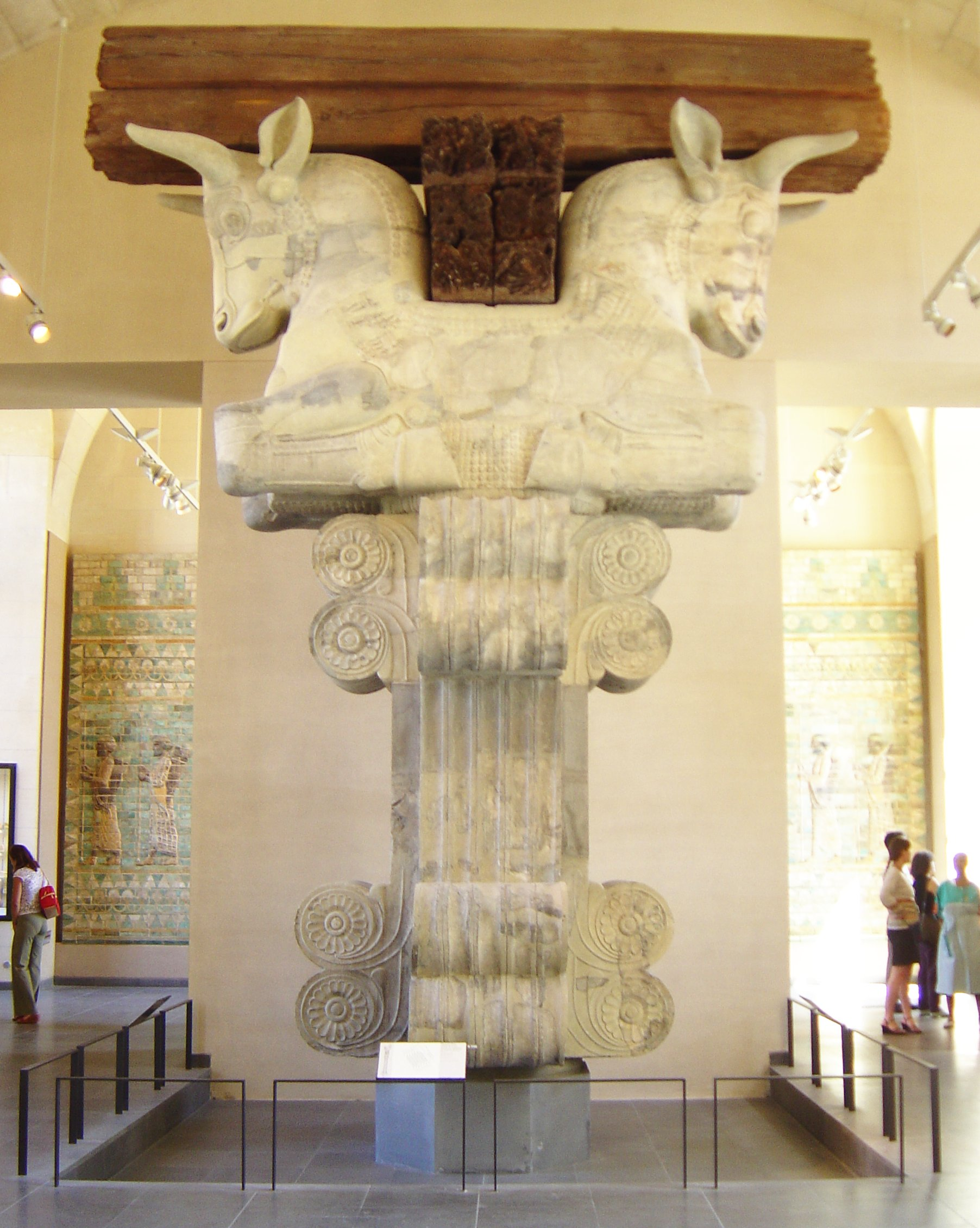
Kapitel kolumny z pałacu Artakserksesa II w Suzie z rekonstrukcją belek stropowych. (Luwr, Paryż)

Dwie pierwsze metropolie nowego imperium to Ekbatana (stolica Medii) oraz Pasargady. W Pasargady pozostały ruiny pałacu – kilka zniszczonych kolumn, relief z portretem Cyrusa. Wykopaliska świadczą, że było to miasto składające się z kilku oddalonych od siebie budowli – propylejów, sali audiencyjnej, czyli apadany (na zdjęciu z prawej) i pałacu. W pobliżu zachował się grobowiec Cyrusa II. Jest to wzniesiona na kamiennym, sześciostopniowym cokole komora grobowa przekryta dwuspadowym dachem. Całość otoczona była kolumnadą. Zabytek ten świadczy o kompozycyjnym traktowaniu sztuki przez Persów. Schodkowy cokół nawiązuje do budowli Mezopotamii, dwuspadowe przekrycie o wpływach helleńskich. Zabytek ten jest jedyny w swoim rodzaju. Tylko syn Cyrusa został pochowany w podobnym grobowcu.
Dariusz I Wielki rozpoczął budowę nowej stolicy – Persepolis. Zabudowania zostały wzniesione na tarasie położonym u stóp skały. Od strony doliny został on otoczony murami. Do wnętrza prowadziła rampa, której ściany zdobiły reliefy. W murze za czasów Kserksesa I wykonano monumentalną bramę zwaną Bramą Wszystkich Ludów. Strzegły jej rzeźby skrzydlatych byków, które są nawiązaniem do tradycji asyryjskich. Ogromny portyk, wsparty na czterech kolumnach prowadził na prawo do sali hypostylowej – apadany, z której do naszych czasów zachowało się tylko 13 kolumn w rozstawie 8,4 m. Sala wzniesiona była na drugim tarasie, którego cokół pokrywały płaskorzeźby w układzie pasowym. Sceny ukazane na reliefie obrazują pochód wasali oddających hołd królowi Persji. Są tam przedstawieni Medowie (w okrągłych nakryciach głowy) i Persowie (w prążkowanych tiarach). Górny pas przedstawia prowadzone królewskie rumaki. W pobliżu apadany wzniesiono salę tronową zwaną Salą Stu Kolumn (ukończono ją za panowania Artakserksesa I). Była to kwadratowa sala o boku 75,0 m przekryta płaskim stropem wspartym na kolumnach wysokości 9,0 m umieszczonych w 10 rzędach. Przestrzeń zamykały ściany z których zachowały się tylko wejścia. Zabudowania pałacowe Persepolis zostały wzniesione przez kolejnych władców. Najstarsza rezydencja została zbudowana przez Dariusza I. Jest to kolumnowy dziedziniec z zabudowaniami mieszkalnymi usytuowanymi po jego bokach. Ściany wznoszono z cegły zdobionej glazurowaną dekoracją, nawiązującą do osiągnięć sztuki babilońskiej (są to barwne fryzy przedstawiające np. lwy, skrzydlate gryfy itp.). Kamienne były wejścia i nisze wewnątrz pomieszczeń. Zdobiono je reliefami. Zwieńczenie bram stanowił odwrócony esownik wzorowany na architekturze egipskiej. Kamienne kolumny miały głowice (tzw. protomy) złożone z dwóch zwierzęcych głów (często są to głowy byków), ukształtowane w taki sposób, by mogły służyć za oparcie krzyżujących się belek stropu. Poniżej rzeźb zwierząt umieszczano dwie woluty. Trzony kolumn pokryte kanelurami oparte były na bazach w kształcie dzwonu lub sześcianu. Kolumny tego typu to oryginalne osiągnięcie perskich architektów.
Nekropole królewskie kolejnych władców Persji znajdują się w Naksz-e Rustam (w odległości ok. 3,0 km od Persepolis). Są to wykute w skałach grobowce o trzykondygnacyjnych fasadach. Kondygnacje dolna i górna są węższe od środkowej, przez co fasada ma kształt krzyża. Dolna część to gładka ściana. Część górna ozdobiona została płaskorzeźbą przedstawiającą króla stojącego przed ołtarzem na podium podtrzymywanym przez przedstawicieli narodów wchodzących w skład imperium. Król uzbrojony w łuk pokazuje na symbol Ahuramazdy – uskrzydloną tarczę słońca lub księżyca). Część środkowa to wejście do komory grobowej. Wykonane zostało jako relief obrazujący portyk pałacu królewskiego. Sama komora grobowa to proste pomieszczenie z wgłębieniami w posadzce przeznaczonymi na miejsca pochówku króla i członków jego rodziny.
Sztuka perska, korzystając z osiągnięć innych narodów, stworzyła dzieła niepowtarzalne, pozwalając innym narodom zachować swoje tradycje. Wysoki poziom osiągnęło jubilerstwo i gliptyka. W zbiorach Luwru i Muzeum Pergamońskiego przechowywane są uchwyty wykonane ze srebra inkrustowanego złotem, wyobrażające uskrzydlonego koziorożca (zdjęcie z prawej). Najświetniejszy okres jej rozwoju, przypadający na panowanie dynastii Achemenidów, został przerwany podbojem dokonanym przez Aleksandra Macedońskiego w IV w. p.n.e. Po jego upadku część Persji przypadła Seleucydom.

## Okres Seleucydów i Partów
Przypadł on na czas od połowy III w. p.n.e. do połowy III w. n.e. Z tego okresu zachowały się ruiny jońskiej świątyni w Nurabad, reliefy, monety itp. Nawiązują one do wzorów greckich. Do sztuki perskiej nawiązali Partowie.

## Okres Sasanidów
Trwał on od połowy III w. do połowy VII w. Był ostatnim etapem sztuki perskiej. Był to czas łączenia tradycyjnej sztuki perskiej z wpływami Wschodu i Zachodu. Zakładane w tym okresie miasta na planie koła lub prostokąta otaczano murami obronnymi. Materiał używany do budowy to kamień i cegła suszona oraz wypalana. Budowane pałace wyróżniają się monumentalną formą i symetrią. Zdobiono je reliefami i mozaikami w układzie pasowym o tradycyjnych tematach nawiązujących do tryumfów królewskich, walki i polowań. Pojawiają się malowidła ścienne oraz stiuki. Zachowały się ruiny pałaców w Biszapurze, Sarwistanie i Firuzabadzie. Kwitło rzemiosło oraz malarstwo miniaturowe książkowe. Podbój terenów zamieszkanych przez Persów kończy okres sztuki starożytnej. Wpływy osiągnięć perskich widoczne są w sztuce bizantyjskiej i islamu.